# Neguš
Neguš (geez: ንጉሥ -nigūś, kralj) je bila vladarska nasljedna titula u Etiopiji, sve do pada monarhije 1975. godine. 
Titulu neguš (kralj) imali su vazalni vladari povijesnih etiopskih kraljevstva (pokrajina) Godžama (od 1690.), Velege, Šoe i primorskih pokrajina.
Neguševa žena (kraljica) nosila je tilulu etege.

## Neguš negasti
Neguš negasti (geez: ንጉሠ ነገሥት -nigūś nägäst, kralj kraljeva) bila je titula etiopskih careva. Neguš negasti je istovremeno bio poglavar države i predsjednik vlade, pa je u svojim rukama tako imao svu izvršnu, sudbenu i zakonodavnu vlast. Stoga je Etiopija, premda je formalno bila »ustavna monarhija, u stvarnosti bila apsolutistička monarhija.«
Naziv neguš negasti, »kralj kraljeva«, vjerojatno ima korijene u antičkoj Mezopotamiji. U Etiopiji se pojavljuje prvi put za Kraljevstva Aksum kao titula kralja Sembrotesa (oko 250.). Jurij M. Kobiščanov drži da je to bilo tek nakon što su Perzijanci pobijedili Rimljane, dakle negdje oko 296. – 297.
Kao etiopska vladarska titula ponovno se javlja za vladavine Jekuna Amlaka u 13. stoljeću. 
Ženska carska titula imala je oblik nigaste negasti (»kraljica kraljeva«); tu je titulu nosila Zaudita I.

## Vanjske poveznice
- (engl.) Crown Council of Ethiopia